# Бельовиці (Нижньосілезьке воєводство)
Бельовиці (пол. Bielowice) — село в Польщі, у гміні Кротошиці Легницького повіту Нижньосілезького воєводства.
Населення — 38 осіб (2011).
У 1975-1998 роках село належало до Легницького воєводства.

## Демографія
Демографічна структура станом на 31 березня 2011 року:
|          | Загалом | Допрацездатний вік | Працездатний вік | Постпрацездатний вік |
| -------- | ------- | ------------------ | ---------------- | -------------------- |
| Чоловіки | 18      | 3                  | 14               | 1                    |
| Жінки    | 20      | 4                  | 12               | 4                    |
| Разом    | 38      | 7                  | 26               | 5                    |